# Ejército Revolucionario del Pueblo
Ejército Revolucionario del Pueblo, acronimo ERP, era un'organizzazione guerrigliera argentina di ispirazione marxista e guevarista attiva a partire dal 1970 nel paese sudamericano; costituiva teoricamente la componente armata del cosiddetto Partido Revolucionario de los Trabajadores (PRT).
Fondata e diretta per gran parte della sua storia da Mario Roberto Santucho, crebbe numericamente nei primi anni settanta e dimostrò una notevole efficienza operativa e grande determinazione, compiendo attentati, omicidi, sequestri, assalti a strutture militari e rivolte rurali che fecero scalpore tra l'opinione pubblica argentina e suscitarono allarme tra le forze dell'ordine ed i dirigenti politici.
Dopo il 1974 l'azione dell'ERP divenne meno efficace ed, a seguito della dura repressione effettuata dall'esercito argentino nella provincia di Tucumán (operativo Indipendencia), perse molti dei suoi più esperti militanti. Dopo il colpo di Stato del 1976 e l'assunzione del potere da parte della Giunta militare del generale Jorge Rafael Videla, l'Ejército Revolucionario del Pueblo venne quasi completamente distrutto dalla repressione militare che uccise, arrestò o fece sparire come desaparecidos gran parte dei suoi membri e simpatizzanti. Santucho fu ucciso in uno scontro a fuoco nel luglio 1976 ed i dirigenti superstiti ritennero impossibile resistere al terrorismo di stato e si rifugiarono all'estero, sciogliendo praticamente l'organizzazione nel 1977.